# Fouligny
Fouligny (Duits: Füllingen) is een gemeente in het Franse departement Moselle (regio Grand Est) en telt 191 inwoners (2004). De plaats maakt deel uit van het arrondissement Forbach-Boulay-Moselle.

## Geografie
De oppervlakte van Fouligny bedraagt 6,0 km², de bevolkingsdichtheid is 31,8 inwoners per km².
De onderstaande kaart toont de ligging van Fouligny met de belangrijkste infrastructuur en aangrenzende gemeenten.

## Demografie
Onderstaande figuur toont het verloop van het inwonertal (bron: INSEE-tellingen).